# پاپلیتس (گنتین)
پاپلیتس (به آلمانی: Paplitz) یک منطقهٔ مسکونی در آلمان است که در گنتین واقع شده‌است. پاپلیتس ۳۶۳ نفر جمعیت دارد.